# Laze, Velike Lašče
Laze so naselje v Občini Velike Lašče.